# ایوان مورنو فابیانسی
ایوان مورنو فابیانسی (انگلیسی: Iván Moreno y Fabianesi؛ زادهٔ ۴ ژوئن ۱۹۷۹) بازیکن فوتبال اهل آرژانتین است.
از باشگاه‌هایی که در آن بازی کرده‌است می‌توان به باشگاه فوتبال اتلتیکو هوراکان، باشگاه فوتبال لیورپول (مونته‌ویدئو)، باشگاه فوتبال روساریو سنترال، باشگاه فوتبال استودیانتس، باشگاه فوتبال پورتو، باشگاه فوتبال بانفیلد، باشگاه فوتبال ولز سارسفیلد، و باشگاه فوتبال ویارئال اشاره کرد.